# Радіонов Євген Вікторович
Євген Вікторович Радіонов (нар. 6 березня 1990) — український футболіст, нападник польського клубу «Пуща» (Неполомиці).

## Життєпис
Футболом розпочав займатися в дитячій академії дніпропетровського «Дніпра». З 2004 по 2007 роки захищав кольори куп'янської «Мрії» у ДЮФЛУ.
У липні 2007 року перейшов в «Іллічівець-2».. Дебютував у складі другої команди «Іллічівця» 25 липня 2007 року в переможному (1:0) домашньому поєдинку 1-го туру групи «Б» Другої ліги України проти кіровоградського «Олімпіка». Євген вийшов на поле в стартовому складі, а на 50-ій хвилині його замінив Даніїл Тропін. Єдиним голом у футболці маріупольців відзначився 9 листопада 2011 року на 70-ій хвилині програного (1:3) виїзного поєдинку 17-го туру групи «Б» Другої ліги України проти луганського «Комунальника». Радіонов вийшов на поле на 57-ій хвилині, замінивши Івана Отрока. За два сезони, проведені в «Іллічівці-2», у Другій лізі України зіграв 28 матчів, відзначився 1 голом.
Наприкінці серпня 2009 року перебрався до «Сталі», але в складі дніпродзержинців зіграв лише 1 матч. Навесні—на початку літа 2010 року виступав за куп'янський «Металург» у чемпіонаті Харківської області. У липні 2010 року підсилив  «Кремінь». Дебютував у футболці кременчуцького клубу 24 липня 2010 року в переможному (3:0) домашньому поєдинку 1-го туру групи Б Другої ліги проти мелітопольського «Олкома». Євген вийшов на поле на 69-ій хвилині, замінивши Андрія Місяйла. У першій половині сезону 2010/11 років зіграв 9 матчів у Другій лізі. На початку березня 2011 року уклав договір з клубом четвертого дивізіону польського чемпіонату «Кристал» (Глиноєцьк), кольори якого захищав до завершення сезону 2010/11 років (15 матчів, 2 голи).
Наступний сезон розпочав в ішому колективі четвертого дивізіону, варшавському «Урсусі», а під час зимової перерви сезону 2012/13 років перейшов у першоліговий ГКС (Катовиці). Дебютував за нову команду 10 березня 2013 року в переможному (1:0) виїзному поєдинку 18-го туру Першої ліги проти ЛКС (Лодзь). Радіонов вийшов на поле 88-ій хвилині, замінивши Деніса Ракелса. Загалом у Першій лізі встиг зіграти 15 матчів. У 2014 році повернувся в «Урсус», в якому відіграв півтора сезони. У січні 2015 року побував на перегляді в «Погоні» (Седльце), але команді не підійшов. З 2015 по 2016 рік виступав за «Світ» (Новий-Двір-Мазовецький) у Третій лізі Польщі (24 матчі, 13 голів). У 2016 році перейшов до ЛКС (Лодзь), який виступав у Другій лізі Польщі. За два сезони допоміг команді вийти до Екстракляси. В еліті польського футболу дебютував 8 листопада 2019 року в програному (0:1) домашнього поєдинку 15-го туру проти «Шльонська». Радіонов вийшов на поле на 72-ій хвилині, замінивши Рафала Кужаву. У команді провів два з половиною сезони, ща цей час у чемпіонатах Польщі зіграв 80 матчів (з них — 2 в Екстраклясі), в яких відзначився 34-ма голами.
Під час перерви в сезоні 2019/20 років перейшов до складу одного з аутсайдерів Першої ліги Польщі «Пуща» (Неполомиці). У новій команді дебютував 1 березня 2020 року в програному (1:3) домашньому поєдинку 21-го туру Першої ліги проти «Хробри». Євген вийшов на поле в стартовому складі та відіграв увесь матч. Дебютними голами за «Пущу» відзначився 7 березня 2020 року на 60-ій та 65-ій хвилинах переможного (5:3) виїзного поєдинку 22-го туру Першої ліги проти сосновецького «Заглембє». Радіонов вийшов на поле в стартовому складі та відіграв увесь матч. 